# Postmaterialismus
Postmaterialismus (z angl. originálu Postmaterialism) je výraz, užívaný v sociologii pro označení hodnotové orientace nebo směru, jež upřednostňuje nemateriální hodnoty (humanismus, možnost seberealizace, účast na správě věcí a politickém dění atd.) nad materiálními hodnotami typu ekonomický růst a prosperita, blahobyt, nebo bezpečnost ve státě. Termín byl poprvé použit americkým sociologem Ronaldem Inglehartem v článku The Silent Revolution in Europe: Integenerational Change in Post-Industrial Societies v roce 1971. Svou teorii podrobně rozpracovává v knize The Silent Revolution: Changing Values and Political Styles Among Western Publics (1977).
Inglehart shromažďoval po léta data ze zemí tehdejšího západu (Velká Británie, Francie, Itálie, Holandsko, Belgie, Západní Německo), na kterých pak založil svůj hluboce empirický výzkum. Výsledkem bylo následující zjištění: kombinace ekonomického rozmachu industriálních zemí a dlouhodobého míru umožnila přeměnu industriálních společností ve společnosti postindustriální. Vzniklé socio-ekonomické prostředí zapříčinilo postupnou, nicméně zásadní změnu v lidských hodnotách a životních orientacích. Primárním cílem nové generace, narozené v 50. a 60. letech, již nebyly ekonomická prosperita a růst, ale svobodná seberealizace, kvalita životního prostředí, ovlivňování vládních rozhodnutí nebo možnost politické participace. Došlo tak vlastně k paradoxu – v bohatých zemích s vysokou životní úrovní se nacházelo více nemateriálně založených lidí, než v zemích chudých a naopak.
Inglehart svou teorii založil na dvou hypotézách: 1) vzácnosti (scarcity) a 2) socializace (socialization).
Někdy bývá Inglehartova studie spojována s teorií potřeb amerického psychologa Abrahama Maslowa. Podle této teorie má člověk pět základních potřeb (od nejnižších po nejvyšší – společně pak tvoří jakousi pomyslnou „pyramidu“):
1. fyziologické potřeby,
2. potřeba bezpečí, jistoty,
3. potřeba lásky, přijetí, sounáležitosti,
4. potřeba uznání, úcty,
5. potřeba seberealizace.

Níže položené potřeby jsou významnější a jejich uspokojení je podmínkou pro vznik méně naléhavých a vývojově vyšších potřeb. Myšlenkou přechodu od jedné roviny hodnot k druhé se Inglehartova teorie sbližuje s Maslowovou teorií, ačkoliv Inglehart staví spíše na tom, že uspokojení potřeb jednoho typu vytváří předpoklady pro vývoj potřeb jiného typu a že tudíž míra uspokojení a jejich naléhavost v daných podmínkách ovlivňují hodnotové představy.

## Metoda měření
Způsob měření materialismu/postmaterialismu je poměrně jednoduchý. Zpočátku Inglehart používal tzv. čtyřpoložkovou baterii. Otázka pro respondenta zněla takto:
„Hodně se dnes hovoří o tom, k jakým cílům by naše země měla směřovat v nejbližších deseti letech. Na tomto lístku jsou uvedeny některé z cílů, jimž by různí lidé dali přednost. Kdybyste si musel(a) vybrat, kterou ze snah na tomto lístku byste označil(a) za nejdůležitější?“
Respondent měl vybrat jednu odpověď, kterou považoval za prioritní a jednu, kterou považoval za druhou nejdůležitější. Pokud odpověděl např. „Udržet pořádek ve státě“ a „Bojovat proti růstu cen“, byl označen za materialistu. Pokud odpověděl např. „Dát lidem větší možnost hovořit do důležitých vládních rozhodnutí“ nebo „Bránit svobodu projevu“, byl označen za postmaterialistu. Kombinace materialistické a nematerialistické odpovědi značila smíšeného respondenta.
Inglehart později přistoupil k používání dvanáctipoložkové baterie. Součástí výzkumu byly tři čtyřpoložkové baterie obsahující i původní baterii, ale postup se od původní výzkumné metody lišil. 
Inglehartova koncepce vzbudila v odborné politologické i sociologické veřejnosti značnou pozornost. Jeho položky měřící postmaterialismus byly aplikovány v různých zemích a různými autory.

## Postmaterialismus v České republice
Výzkumy ISSP 2000 dokazují, že se postmaterialisté nejvíce objevují mezi osobami ve věku 18-29 let. Nejméně jich poté najdeme ve věku 60 let a více. Dále se postmaterialismus vyskytuje častěji u osob s vyšším vzděláním.  Část respondentů s vysokoškolským vzděláním byla téměř rovnoměrně rozdělena mezi postmaterialisty a materialisty. U osob se základním vzdělání je značná převaha materialistů. Ve všech kategoriích převládají smíšení respondenti.

Obavy postmaterialistů bývají často spojené s environmentálními problémy současné společnosti. Postmaterialisté mají větší cit k životnímu prostředí a k problémům s ním spojenými než materialisté, jsou ochotni platit například vyšší daně, pokud jejich placení přispěje k nápravě poškozené přírody. Také se v této otázce více angažují, podepisují petice či se omezují v jízdě autem nebo darují peníze neziskovým organizacím pomáhajícím životnímu prostředí. Na přelomu tisíciletí se v populaci České republiky vyskytovalo zhruba 10 % postmaterialistů. 

## Alternativní význam
Označení "Post-materialismus" bývá někdy používáno v rámci kritiky materialismu jakožto filosofického směru (též označovaného jako metafyzický naturalismus), který mimo jiné vylučuje existenci čehokoliv transcendentního či paranormálního.